# Lipotriches apicata
Lipotriches apicata är en biart som först beskrevs av Cockerell 1936.  Lipotriches apicata ingår i släktet Lipotriches och familjen vägbin. Inga underarter finns listade i Catalogue of Life.